# Гадюка аспідова
Гадюка аспідова (Vipera aspis) — отруйна змія з роду Гадюка родини Гадюкові. Описано 5 підвидів.

## Опис
Загальна довжина сягає 60—70 см. Голова широка, трикутна. Тулуб щільний. Верх голови вкрито дрібними багатокутними щитками, тільки надочноямкові щитки більші за інші. Кінчик морди помітно піднято догори. Забарвлення дуже різноманітна. Зустрічаються світло-сірі, бурі або жовтувато-червоні особини. Уздовж спини йде рядок чорних поперечних плям, які іноді зливаються у різкий зигзаг. Черевна сторона жовтувато-сіра, а низ хвоста яскраво-помаранчевий.

## Спосіб життя
Полюбляє сухі кам'янисті схили, порослі чагарником, лісові галявини й вирубки, занедбані каменоломні. Зустрічається на висоті до 2500 м над рівнем моря. Активна у сутінках або у вечірні часи. У спекотні літні ночі буває активна протягом всієї ночі. У жовтні йде на зимівлю. Линяють вони в середньому 4 рази на рік.
Харчується мишоподібними гризунами, кротами, зрідка пташенятами. Молоді особини харчуються здебільшого ящірками. Свою здобич вистежує і, обережно підповзаючи, намагається вкусити. Наполохану мишу зазвичай продовжує переслідувати, вибираючи момент для нападу. Після укусу змія слідкує за жертвою й чекає її загибелі, яка настає через 1—5 хвилин. Потім заковтує здобич, на що йде 5—10 хвилин.
За силою отрути дуже близька до звичайної гадюки. Укус її настільки ж хворобливий, і відомі смертельні наслідки, головним чином серед дітей (2—4 %).
Це яйцеживородна змія. Статева зрілість настає на 3 рік життя. Парування починається у квітні, незабаром після виходу з зимівлі. Шлюбний період триває близько двох місяців, в цей час можна спостерігати турніри між самцями та парування. У серпні—вересні самиці народжують від 4 до 18 дитинчат довжиною 15—20 см.

## Поширення
Поширена на північному сході Іспанії (Піренеї), півдні та південному сході Франції, у Швейцарії, південній Німеччині та Австрії, Словенії, Хорватії та в Італії.

## Охорона
Раритетний вид плазунів, занесений до Червоного списку МСОП (охоронна категорія: уразливий вид).

## Підвиди
- Vipera aspis aspis
- Vipera aspis atra
- Vipera aspis francisciredi
- Vipera aspis hugyi
- Vipera aspis zinnikeri